# Municipi d'Aizkraukle
El municipi d'Aizkraukle (en letó: Aizkraukle novads) és un dels 110 municipis de la República de Letònia, que es troba localitzat al sud-oest del país bàltic. El municipi va ser creat l'any 2001 després d'una reorganització territorial. La capital és la ciutat d'Aizkraukle.

## Ciutats i zones rurals
- Aizkraukle (ciutat)
- Aizkraukles pagasts (zona rural)

## Població i territori
La seva població està composta per un total de 10.080 personas (2009). La superfície del municipi té uns 102,3 kilómetros quadrats. La densitat poblacional és de 98,53 habitants per kilòmetre quadrat.